# SKYbrary
SKYbrary è un sito in lingua inglese lanciato online nel maggio del 2008, a seguito di un'iniziativa congiunta dell'Organizzazione Europea per la Sicurezza della Navigazione Aerea, dell'Organizzazione internazionale dell'aviazione civile e della Flight Safety Foundation.

## Contenuto
Il sito è stato creato allo scopo di creare una base di conoscenza onnicomprensiva delle conoscenze relative alla socurezza dei voli, fa renderle liberamente consultabile nel web.
I contenuti erano generalmente autorevoli e scritti in un modo comprensibile anche ai non specialisti del settore. Il progetto è basato sul software MediaWiki di cui implementa anche l'estensione Semantic MediaWiki per la gestione dei dati semantici.

## Metodologia
I contenuti sono selezionati e ordinati secondo l'approccio della gestione del rischio operativo, per il quale:
1. le informazioni devono trovarsi nel posto giusto al momento giusto;
2. la gestione della conoscenza aiuta a garantire che le organizzazioni dispongano di adeguate competenze operative, in base alla relazione che esiste tra capacità di innovazione e pianificazione delle capacità;
3. una gestione efficace delle conoscenze aiuta le organizzazioni a condividere le migliori pratiche in modo più efficace, evitando la duplicazione degli sforzi, a prescindere dai vincoli operativi delle attività quotidiane.

Nel maggio 2008, la Flight Safety Foundation descriveva gli obbiettivi del progetto come "intercettare informazioni autorevoli relative all'industria aeronautica e accumulare conoscenze, con particolare riferimento ai problemi critici della sicurezza" e di "raccogliere informazioni imprescindibili dall'industria aeronautica e sviluppare una conoscenza sintetica, in particolare sugli aspetti critici della sicurezza".

## Struttura
In modo simile a Wikipedia, il lettore è guidato ai contenuti attraverso tre portali secondari: Operational Issues (Aspetti operativi), Enhancing Safety ("Miglioramento della sicurezza"), Safety Regulations ("Norme di sicurezza") e Miscellaneous ("Miscellanea"). Il processo di Gestione e Assicurazione della Qualità è descritto in dettaglio all'interno del Skybrary Content Management.
 
I contenuti sono così suddivisi:
Aspetti operativi
- Comunicazione terra-aria
- Separazione ATC
- Impatto con volatili
- Volo controllato contro il suolo
- Presenza di fuoco
- Operazioni a terra
- Fattori umani (ergonomia)
- Deviazione dall'altitudine di crociera
- Perdita del controllo
- Perdita della separazione
- Escursioni di pista
- Incursioni di pista non autorizzate
- Turbolenza di scia
- Condizioni meteorologiche
- Generali

Miglioramento della sicurezza
- Aeronavigabilità
- Aspetti tecnici del volo
- Gestione della sicurezza
- Safety Net[5]
- Teoria del volo
- Generali

Norme di sicurezza
- Certificazioni
- ESARR
- Licenze autorizzative
- Regolamentazione
- Generale

Miscellanea
- Articoli degli autori
- Incidenti aerei (accident; incident)
- Aiuto

## Premi e riconoscimenti
- 2009: Cecil A. Brownlow Publication Award, conferito alla rivista HindSight, collegata a SKYbrary, in occasione del seminario internazionale sulla sicurezza aerea della FSF (IASS).[6]